# Cecco Bonanotte
Cecco Bonanotte (Porto Recanati, 24 agosto 1942) è uno scultore italiano.

## Biografia
Nato sull'Adriatico, nelle Marche, l'infanzia trascorsa nella bottega del padre Tobia, mobiliere, fra materiali e strumenti, indirizzerà già il suo percorso umano e professionale. Frequenta con il fratello Raffaele la scuola d'arte locale ma a 16 anni si trasferisce a Roma, dove studia presso l'Accademia di Belle Arti, seguendo il corso di scultura. Grazie a una borsa di studio, in Romania, ha la possibilità di accostarsi all'opera di Constantin Brâncuși; durante il corso riceve tra l'altro il premio accademico per la scultura assegnato da una prestigiosa giuria (Giorgio de Chirico, Pericle Fazzini e Giuseppe Ungaretti). Terminati gli studi, a soli 24 anni, è chiamato all'insegnamento di disegno e modellato presso la stessa Accademia ed il Liceo Artistico di Roma.
Nel frattempo dal suo studio in via Canova, frequentato da tanti artisti (come Pericle Fazzini e José Ortega) Bonanotte entra nella scena artistica e culturale romana.
La sua prima personale è del 1971, a 28 anni, nella galleria Schneider a Roma. I suoi lavori vengono apprezzati in particolar modo da Kimihiro Fuji, gallerista in Giappone che, affascinato dalle sue opere, apre a Bonanotte le porte del Sol Levante, evento fondamentale per la formazione e la produzione dell'artista. Vince nel 1974 il concorso per le celebrazioni michelangiolesche realizzando l'opera “Scultura polimaterica” a Caprese Michelangelo nel Museo-Casa natale del Buonarroti.

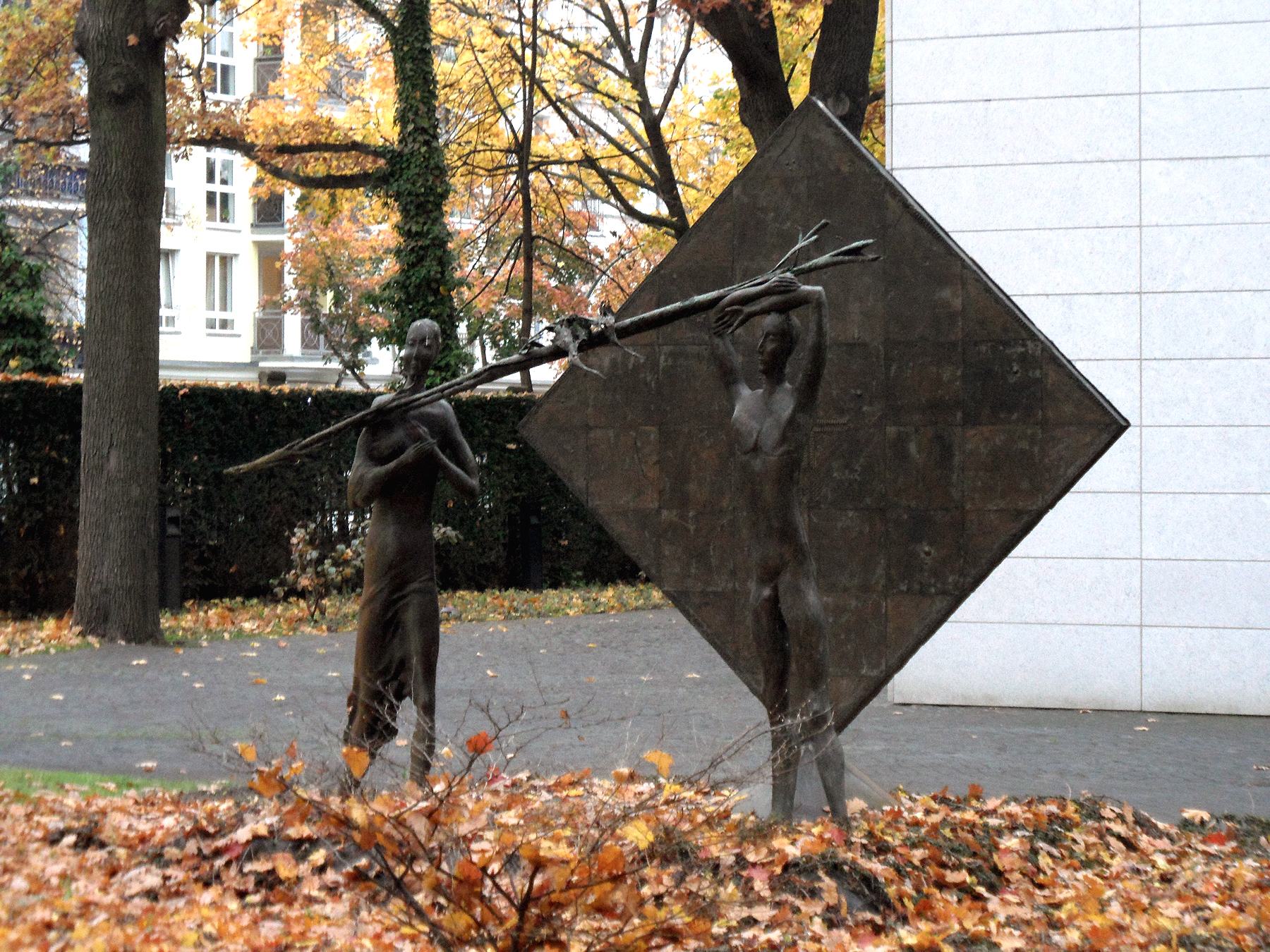
Uomo, Natura, gruppo bronzeo del 2000, Berlino, Nunziatura Apostolica

In seguito la sua attività artistica ottiene vari riconoscimenti a livello internazionale, con esposizioni a Osaka (1975), Lussemburgo (1976), Firenze (1979), Tokyo (1977-1980-1981-1982), Vienna (1977), Colonia, Bonn (1988), Berlino (1991), Toronto (1984), Montréal (1984-1985), Chicago e Parigi (1988). Lodato anche come  “maestro della scultura figurativa” e “poeta della forma”, Cecco Bonanotte è uno dei principali scultori italiani viventi.
Numerose commissioni sono state realizzate su incarico di enti pubblici, in Italia e all'estero. Tra queste opere la già citata Scultura polimaterica del 1974, il Portale in bronzo per il nuovo ingresso dei Musei Vaticani, inaugurato da papa Giovanni Paolo II in occasione del Giubileo del 2000, quello per la Nunziatura Apostolica di Berlino del 2001 e quello per il Museo di Lussemburgo a Parigi del 2006, la scultura Colloquio realizzata nel 1988 per il nuovo Parlamento australiano a Canberra, per i 200 anni della nascita della nazione australiana e l'omonima statua posta a Palazzo Madama, del 1986. Tra le opere "minori" è sicuramente degna di nota la realizzazione delle nuove urne per il conclave, in argento e bronzo, del 2005. Nel 2012 è stato insignito del prestigioso Premio Imperiale.

## Opere

### Monumenti
- San Giovanni Evangelista, 1971-72, argento, 10.5 cm x 13.5 cm x 6.5 cm, Chiesa Di San Giovanni Apostolo Evangelista, Mililani Town, Hawaii, USA
- Ascensione, 1972, bronzo, 250 cm x 150 cm, Istituti Ospitalieri, Cremona.
- Scultura polimaterica, 1974, bronzo, rame e pietra, 490 cm x 490 cm, Museo Casa Natale di Michelangelo Buonarroti, Caprese Michelangelo.
- Viaggi di San Paolo, 1977, bronzo, 115 cm x 480 cm x 27 cm, Quartier generale dell'ONU, Nairobi, Kenya.
- Icaro, 1975-1978, bronzo, 350 cm x 450 cm x 130 cm, Ministero delle Poste e telecomunicazioni, Roma
- Uomo e uccello, 1977-79, bronzo, h. 109 cm, Ambasciata di Corea, Tokyo.
- Confronto I, 1985, bronzo, 123 cm x 123 cm x 16 cm, Ambasciata Italiana, Seul, Corea del Sud.
- Colloquio, 1986-87, bronzo, 200 cm x 66 cm x 33 cm, Senato italiano, Palazzo Madama, Roma.
- Uomo-Donna-Bambù, 1992, bronzo, 270 (uomo), 200 cm (donna) 560 cm (bambù), Piazza della Fontana dello sport Saiki, Giappone.
- Museo-Memoriale Nakatomi della Medicina, 1996, Tosu, Giappone.
- Attesa - ascesa, 1996-97, bronzo, 318 cm x 151 cm x 131 cm , giardino dei Musei Vaticani, Roma.
- Le Muse, 1997, bronzo, 300 cm x 200 cm , Nuova Libreria, Toyota, Giappone.
- Porta Nuova, Nuovo Portale d'ingresso, 2000, bronzo, Musei Vaticani, Roma.
- Uomo, Natura, 2000, bronzo, 200 cm x 300 cm, Nunziatura Apostolica, Berlino, Germania.
- Portale della nuova Nunziatura Apostolica, 2001, bronzo, Nuova Nunziatura Apostolica, Berlino, Germania.
- Attesa nella Speranza, 2002, bronzo, 75 cm x 68 cm x 40 cm, Musei Vaticani, Roma.
- Il Teatro della Vita, 2004, bronzo, ottone, rame, alluminio, ferro e argento, 180 cm x 990 cm, Giardino del Chiostro di Santa Croce, Firenze.
- Portale bronzeo del Museo del Lussemburgo, 2001, bronzo, Museo del Lussemburgo, Parigi.